# 争取共产主义解放新左翼潮流
争取共产主义解放新左翼潮流（羅馬化：Neo Aristero Revma gia tin Kommounistiki Apeleftherosi），简称新左翼潮流（NAP），是希腊的一个已不存在的共产主义政党。1990年2月，该党由希腊共产主义青年的一些前成员建立，他们对当时仍由希腊共产党领导的左翼和进步联盟加入以新民主党为首的联合政府不满。该党曾是争取颠覆反资本主义左翼合作中的主要政党。该党的青年翼是共产主义解放青年。2025年2月，该党并入共产主义解放。